# Joe Agbonavbare
Joe Efionayi Agbonavbare (ur. 15 lutego 1978) – nigeryjski zapaśnik walczący w stylu klasycznym. Wicemistrz igrzysk afrykańskich w 2007. Brązowy medalista mistrzostw Afryki w 2008 i 2010. Złoty medalista igrzysk wspólnoty narodów w 2010 roku.